# Abreu (família)

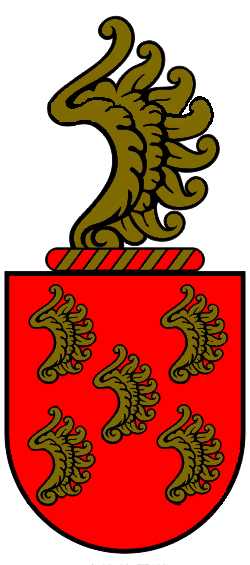
Brasão dos Abreus

A história e a origem do sobrenome Abreu remota à chegada em Portugal de uma família de origem francesa, fundada por Gonçalo Martins de Abreu ou (Gonzague d'Évreux).

## Biografia
Pedro Afonso, conde de Barcelos,  no seu  livro de Linhagem, fala dum Gonçalo Roiz (Rodrigues) de Auvreu (Abreu) que casou com D. Mencia Roiz. E conta a historia do futuro sogro de Gonçalo, que estando acidentalmente a pé na batalha do Porto, pediu um cavalo e Gonçalo ofereceu-lhe o seu, na condição de ser o seu futuro genro. Assim Gonçalo de Abreu faria parte da Armada dos Gascões, armada francesa que foi determinante na reconquista do Porto em 990.

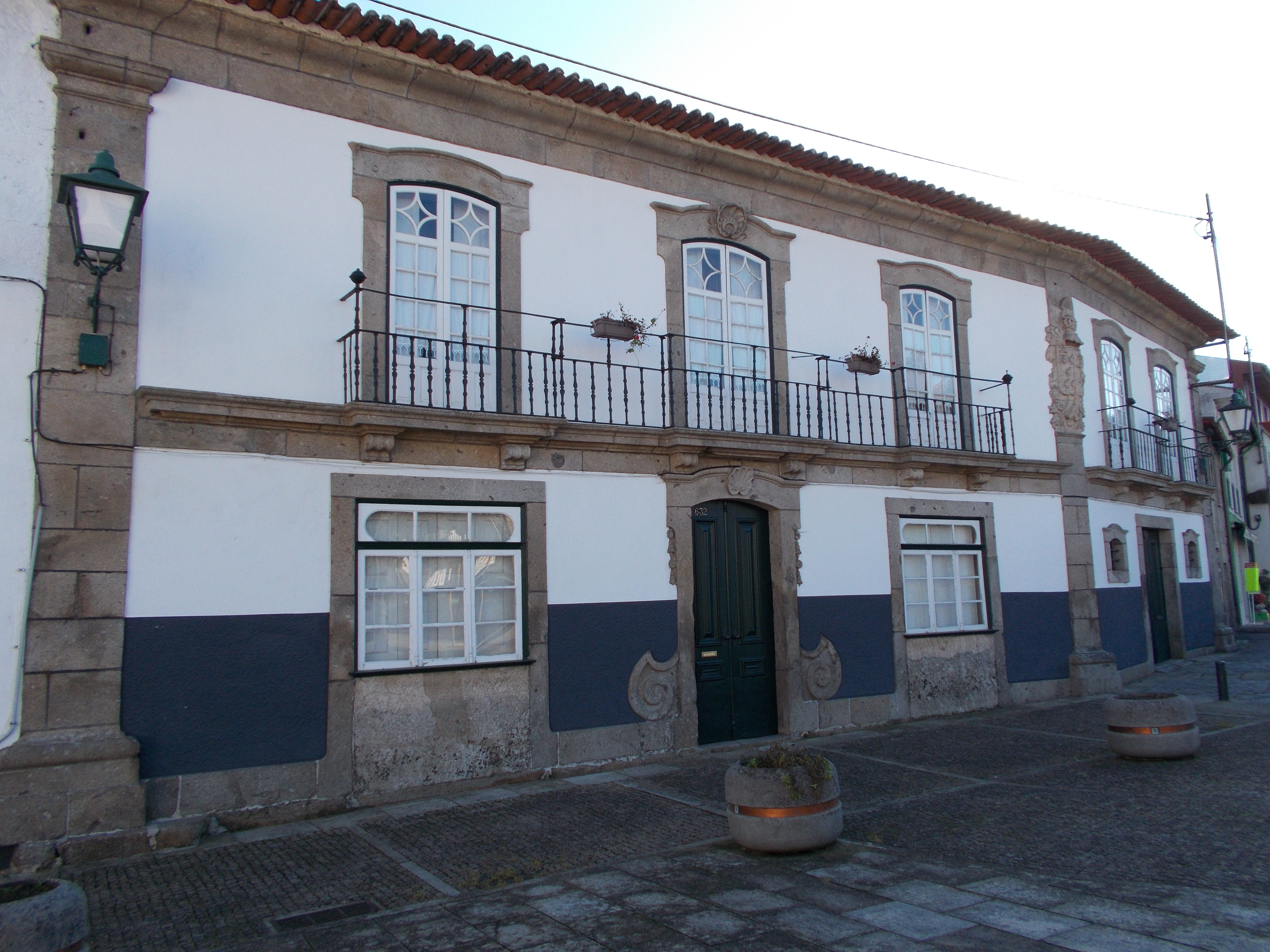
Paço dos Abreus no Pico de Regalados

Felgueiras Gayo conta uma versão mais credível dum Gonçalo Martins de Abreu descendente dos condes de Évreux na Normandia (França) (e de Rolão primeiro duque de Normandia), que veio para Portugal no tempo do conde Henrique de Borgonha foi companheiro do Conde, Mordomo-mor de Dona Teresa de Leão terá recebido uma doação dela em 1112, ano em que morreu o Conde. Foi general no Torneio de Arcos de Valdevez, ou por outros como Gayo, na batalha de Arcos de Valdevez dita da Veiga da matança, por aí ter morrido muitos castelhanos, explicando que ela foi ganha "pella industria do dito Gonçalo Mz q armou huas certas grades, em q cahirão os castelhanos" (certamente buracos fundos escavados no chão e cobertos com umas grades de lenha fina ou giesta e folhas). A crónica do Godos do fim do Século XII diz que assim: " Estes prenderam Fernando Furtado, irmão do imperador e o cônsul Pôncio de Cabreira, Vermudo Peres e Varela, filho de Fernando Joanes, irmão de Paio Curvo, e Rodrigo Fernandes, pai de Fernando Rodrigo, e Martinho Cabra, sobrinho do cônsul D. Pôncio, e outros muitos que com eles vinham". A captura do irmão do Imperador Afonso VII de Leão e Castela foi determinante para garantir a paz e a retirada dos Castelhanos. Como recompensa, o rei D. Afonso Henriques fê-lo senhor de Grade (Arcos de Valdevez) onde ergueu a Torre de Grade, de Lapela (Monção) (o filho ergeu aí a Torre de Lapela), deu-lhe uma quinta na freguesia de Merufe , concelho de Monção, onde havia um lugar chamado de Grade, aí situava-se a Torre de Abreu, com couto e honra do mesmo nome. Deu-lhe também uma quinta na freguesia de Coucieiro concelho de Vila Verde, conhecida como quinta do Paço ou de D. Sapo. Foi enfim senhor de São Fins, e do Pico de Regalados. Nessa última vila ainda existe o Paço ou Solar dos Abreus , reconstruido no século XVIII, no sitio do Paço medieval.
Álvaro Ferreira de Vera, nas notas do Livro de Linhagem do Conde de Barcelos, diz que "desta família descendem quase todas as famílias Titulares de Portugal e muitas de Castela". Essa família foi durante muito tempo Senhores de Regalados, até 1640 em que Pedro Gomes de Abreu "passou a Castela no tempo do Rey D. João IV onde o fizerão Conde de Regalados”.
Há que referir que existia a torre e honra de Abreu, situado no lugar de Abreu, da freguesia de São Pedro de Merufe, termo da vila de Monção.